# Stazione di Spresiano
Stazione di Spresiano vasútállomás Olaszországban, Veneto régióban, Spresiano településen.

## Vasútvonalak
Az állomást az alábbi vasútvonalak érintik:
- Velence–Udine-vasútvonal

## Kapcsolódó állomások
A vasútállomáshoz az alábbi állomások vannak a legközelebb: 
- Stazione di Susegana (Stazione di Udine)
- Stazione di Lancenigo (Stazione di Venezia Santa Lucia)